# Icewind Dale (seria)
Icewind Dale – seria komputerowych gier fabularnych wyprodukowanych przez Black Isle Studios i wydanych przez firmę Interplay Entertainment. Akcja gier ma miejsce w tytułowej Dolinie Lodowego Wichru.

## Seria Icewind Dale
- Icewind Dale (2000)[1]
  - Icewind Dale: Serce zimy (2001)[2]
  - Icewind Dale: Enhanced Edition (2014)[3]
- Icewind Dale II (2002)[4]